# Tokyo noise
|  | Denne artikel er oprettet af botten PalnaBot ud fra en ekstern database. Den kan derfor have sproglige fejl eller mangler. Denne skabelon kan fjernes efter kontrol af indholdet. |

Tokyo noise er en dokumentarfilm fra 2002 instrueret af Kristian Petri, Jan Röed, Johan Söderberg efter manuskript af Johan Söderberg, Kristian Petri, Jan Röed.

## Handling
»Tokyo Noise« er et rytmisk og farvemættet storbyportræt, som bevæger sig mellem byens larmende, intensive puls og som modsætning stilheden ved bjerget Fuji, som på en klar dag kan ses fra hovedstaden. Filmen er en dannelsesrejse gennem en af verdens største byer med dens 26 millioner indbyggere, og et møde med en række mennesker, der forsøger at tolke byen på deres personlige måde: To fotografer, to robotingeniører, en professor, en præst, en psykiater, en spilkonstruktør, en redaktør og en støjmusiker. Skildringen af byen fortæller både noget specielt og noget universelt; den japanske megaby bliver et billede på moderne menneskers livsstil og identitet.